# Feda
Feda is een plaats in de Noorse gemeente Kvinesdal, provincie Agder. Feda telt 390 inwoners (2009) en heeft een oppervlakte van 0,7 km².
Feda was een voormalige gemeente in 1900, nadat Liknes werd opgedeeld. Liknes veranderde in 1917 van naam in Kvinesdal. Gemeente Feda werd in 1963 tot de gemeente Kvinesdal samengevoegd en telde toen 576 inwoners.
De NorNed-kabel, de onderzeese hoogspanningskabel tussen Nederland en Noorwegen komt hier aan land.

## Geboren
- Tore Hansen (1978), Noors voetbalscheidsrechter